# 袁大化
袁 大化（えん だいか）は、清末民初の政治家。中華民国の初代新疆都督。字は行南。

## 事績
清代の廩生（秀才）。漠河金鉱総弁から始まり、山東按察使・河南布政使等を歴任した。1910年（宣統2年）11月、山東巡撫使に任命される。翌年、新疆巡撫に任命された。
1912年（民国元年）1月7日、イリ革命党の楊纘緒らが辛亥革命に呼応して挙兵した。袁大化は新疆提法使楊増新にこれを鎮圧させようとしたが、楊増新は迪化（ウルムチ）に駐屯したまま動こうとしなかった。同年3月、袁大化は袁世凱からそのまま新疆都督に任命されたが、もはや省内の統制をとれる状態には無かった。まもなく袁大化は自ら辞職し、後任にカシュガル道台の袁鴻祐を推薦した。ところが、袁鴻祐は着任前に哥老会の刺客に暗殺されてしまう。袁大化は楊増新を後任新疆都督に改めて推薦した後、逃走した。
1917年（民国6年）7月、張勲復辟の際に、袁大化は内閣議政大臣に任命された。復辟失敗後は、天津で蟄居状態となる。1931年（民国20年）、日本軍から満州国への参加を呼びかけられたが、袁大化は「一臣は二主に事（つか）えず」と答え、これを拒否した。1935年（民国24年）死去。享年85。